# 한불화장품
한불화장품(韓佛化粧品, 영어: HANBUL COSMETICS CO.,LTD.)은 대한민국의 화장품 회사이다. 한불화장품은 주로 바디케어, 스킨케어, 메이크업, 스페셜케어 제품들을 생산하고 있으며, 주요 생산 브랜드로는 한불, 루이첼, ICS, 바탕, 이네이처, ID, 리에락, 레오롬, 비원, 코랑스, 레소몰 등이 있다. 그외 헤파밀크, 발효홍삼플라센, 파워맥스옥타모사놀과 같은 헬씨푸드도 생산하고 있다.
또한, 한불화장품을 설립한 고(故) 임광정 회장은 고(故)김남용 전 회장과 함께 한국화장품의 전신인 한국화장품공업을 1962년 3월 서울시 중구 다동에 공동창업하였다.

## 연혁
- 1989년 2월, 한불화장품㈜ 법인설립
- 1991년 1월, 대표이사 임병철 사장 취임
- 1991년 10월, 본사 사옥 이전
- 1992년 7월, 군포공장 가동
- 1993년 2월, 한불기술연구소 인가
- 1994년 3월, 한불화장품㈜ 방판사업본부 설립
- 1996년 3월, 음성공장 준공
- 1997년 3월, 방송국 SBS와 톱 탈렌트 선발대회 공동 주최
- 1998년 11월, 가치경영 최우수 기업상 수상
- 1999년 11월, 한국능률협회 컨설팅 고객 만족 / 기초화장품 부문 1위 선정
- 2007년 12월, 제주하이테크산업진흥원과 뷰티 브랜드 ‘레오롬(Reorom)’ 업무협약 체결
- 2008년 11월, ‘레오롬’ 브랜드 대한민국 Success Design 수상
- 2008년 11월, ‘레오롬’ 브랜드 대한민국 우수상표 대상 무역협회장상 수상
- 2008년 11월, ‘레오롬’ 브랜드 대한민국 브랜드 대상 지식경제부장관상 수상
- 2009년 2월, 임병철 대표이사 보건복지가족부 장관상 수상
- 2009년 9월, R&D 센터 CGMP 인증
- 2009년 12월, ‘레오롬’ 브랜드 ‘2009 베스트 패키지 디자인 어워즈 코리아 대상’ 수상
- 2009년 12월, ‘화이트포커스-LP’ 신소재 지식경제부&한국산업기술진흥협회 주관<제3회 신기술 인증(NET)>
- 2012년 10월, 한불화장품㈜ 제조/판매 법인 분리
- 2012년 10월, ㈜한불보떼 설립
- 2015년 2월, 환경선언문 선포
- 2015년 9월 대표이사 임병철 회장 취임
- 2015년 11월, 한불화장품 CI변경
- 2015년 12월, 한불 중국 법인 설립
- 2017년 5월, 잇츠스킨과 합병

## 브랜드
- 잇츠스킨 ※로드샵
- ICS
- 루이첼(LUICHEL)
- 바탕(VATANG)
- 이윰(yium)
- 스윗페이스(Sweet Face)
- 오버클래스 아이디